# Ungarische Grenzübergänge in die Nachbarstaaten
Ungarn ist seit 21. Dezember 2007 Teil des Schengen-Raumes und liegt an der EU-Außengrenze, sodass an den Staatsgrenzen sowohl Grenzübergänge zu EU-Ländern als auch zu Nicht-EU-Ländern vorhanden sind.

## Übersicht
Mit dem EU-Beitritt und der damit zusammenhängenden Eingliederung Ungarns in den Europäischen Binnenmarkt, bzw. in die Zollunion, wurden seit dem EU-Beitritt an den EU-Grenzübergängen keine Zollkontrollen mehr durchgeführt. Aufgrund der Überführung des Schengener Abkommens in den rechtlichen Rahmen der EU im Jahr 1999 durch ein Protokoll zum Vertrag von Amsterdam, bedeutete der EU-Beitritt Ungarns gleichzeitig die Übernahme des Schengen-Besitzstands. Die rechtlichen Vorschriften unterlagen noch bis zum 21. Dezember 2007 einer Übergangsfrist, deren Ablaufen den Wegfall der Grenzkontrollen und die Abschaffung der Grenzübergänge an den Staatsgrenzen zu anderen EU-Mitgliedstaaten bedeutete. Auf Flughäfen wurden bei Flügen innerhalb des Schengen-Raumes die Grenzkontrollen zum 30. März 2008 abgeschafft.
Die Länge der Außengrenze beträgt 2.009 km. Davon entfallen auf:
- Österreich 366 km
- Slowakei 679 km
- Ukraine 103 km
- Rumänien 443 km
- Serbien 151 km (Grenze zwischen Serbien und Ungarn)
- Kroatien 329 km
- Slowenien 102 km

## Slowakei

Slowakei

### Straßen- und Wegübergänge

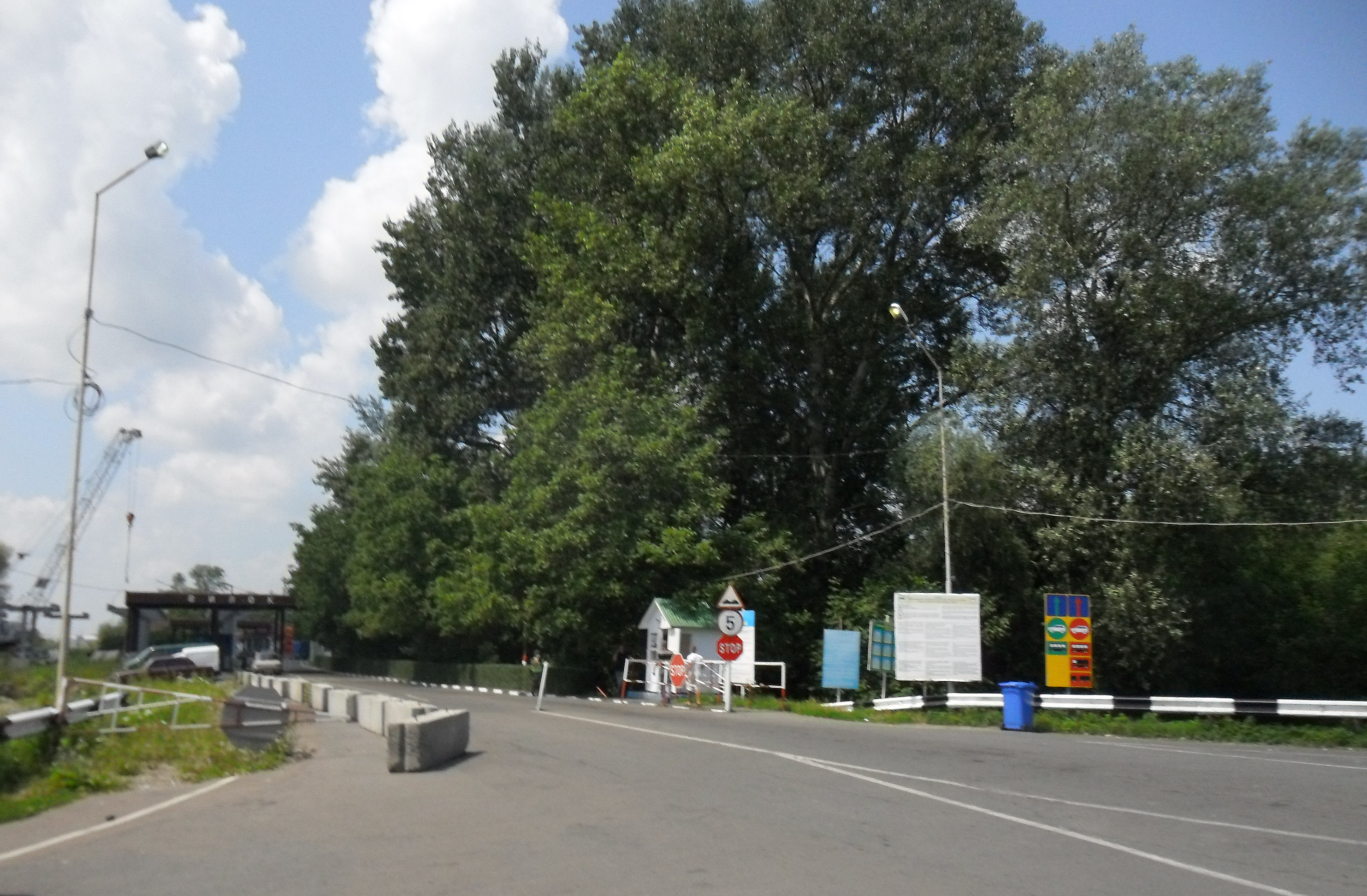
Grenzübergang Tiszabecs–Wylok auf der Hauptstraße 491

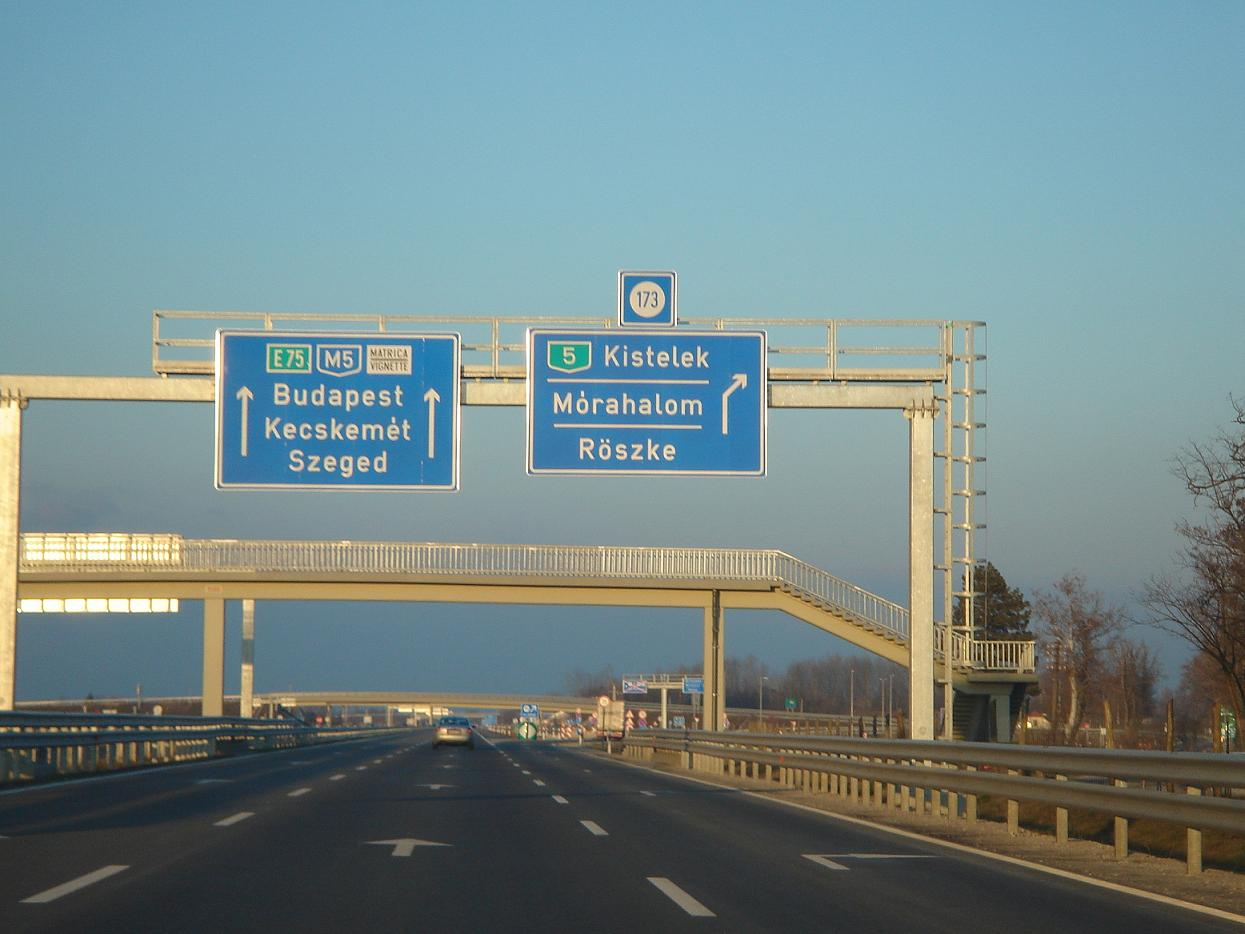
Grenze bei Röszke

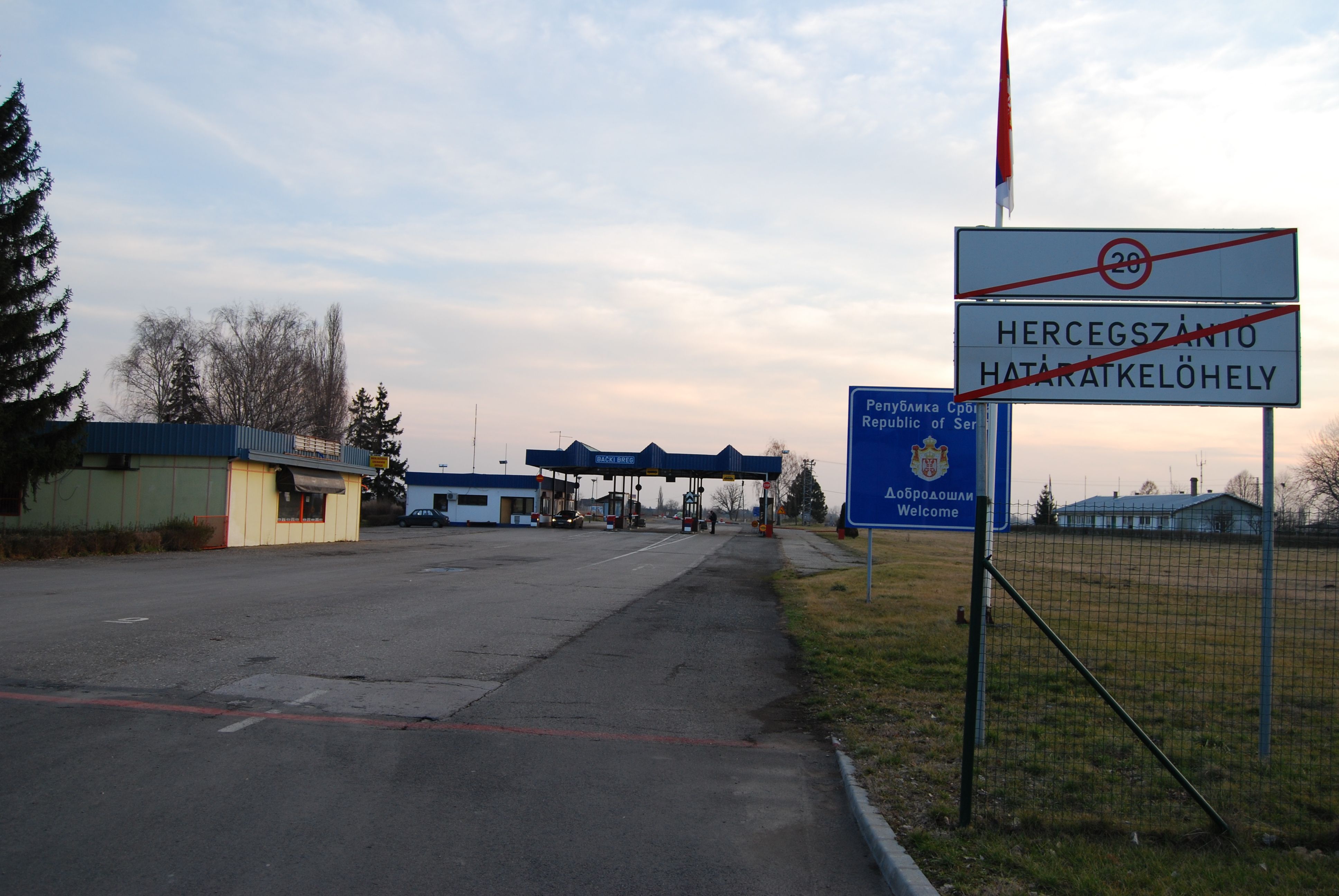
Grenzübergang zwischen Hercegszántó und Bački Breg auf der Hauptstraße 51

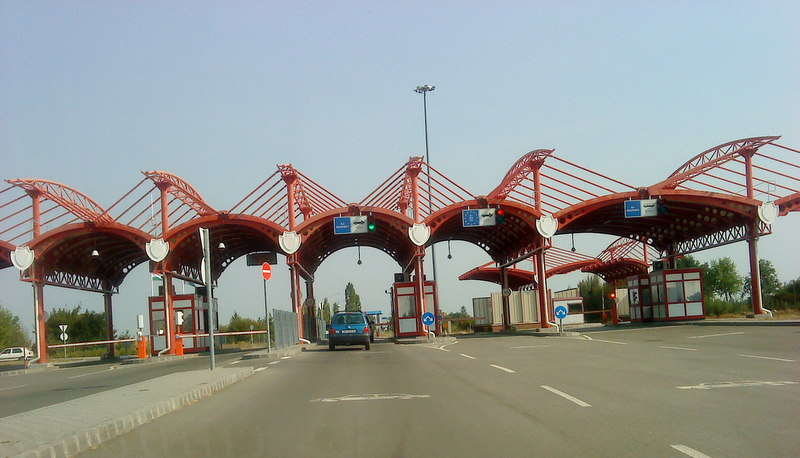
Grenzübergang bei Beremend

| Grenzübergang   | Ort in der Slowakei     | Art des Überganges | bis | Bemerkung                      |
| --------------- | ----------------------- | ------------------ | --- | ------------------------------ |
| Rajka           | Rusovce                 | – ()               | *   |                                |
| Rajka           | Rusovce                 | –                  | *   |                                |
| Vámosszabadi    | Medveďov                | – 23               | *   |                                |
| Komárom         | Komárno                 | 130 –              | *   | Neue Brücke über die Donau     |
| Komárom         | Komárno                 | –                  | *   | Elisabethbrücke über die Donau |
| Esztergom       | Štúrovo                 | –                  | *   | Maria-Valeria-Brücke           |
| Letkés          | Salka                   | Straße             | *   | nur Pkw                        |
| Parassapuszta   | Šahy                    | –                  | *   |                                |
| Balassagyarmat  | Slovenské Ďarmoty       | Straße             | *   |                                |
| Ipolytarnóc     | Kalonda                 | Straße             | *   | nur Pkw                        |
| Somoskőújfalu   | Šiatorská Bukovinka     | –                  | *   |                                |
| Bánréve         | Lenartovce              | Straße             | *   | Kraftwagen nur bis 3,5 t       |
| Bánréve         | Kráľ                    | –                  | *   |                                |
| Aggtelek        | Domica                  | Straße             | *   | nur Pkw                        |
| Tornanádaska    | Hosťovce                | –                  | *   | nur Pkw                        |
| Tornyosnémeti   | Milhosť                 | –                  | *   |                                |
| Sátoraljaújhely | Slovenské Nové Mesto    | –                  | *   |                                |
| Sátoraljaújhely | Slovenské Nové Mesto II | Straße             | *   |                                |
| Pácin           | Veľký Kamenec           | Straße             | *   | nur Pkw                        |

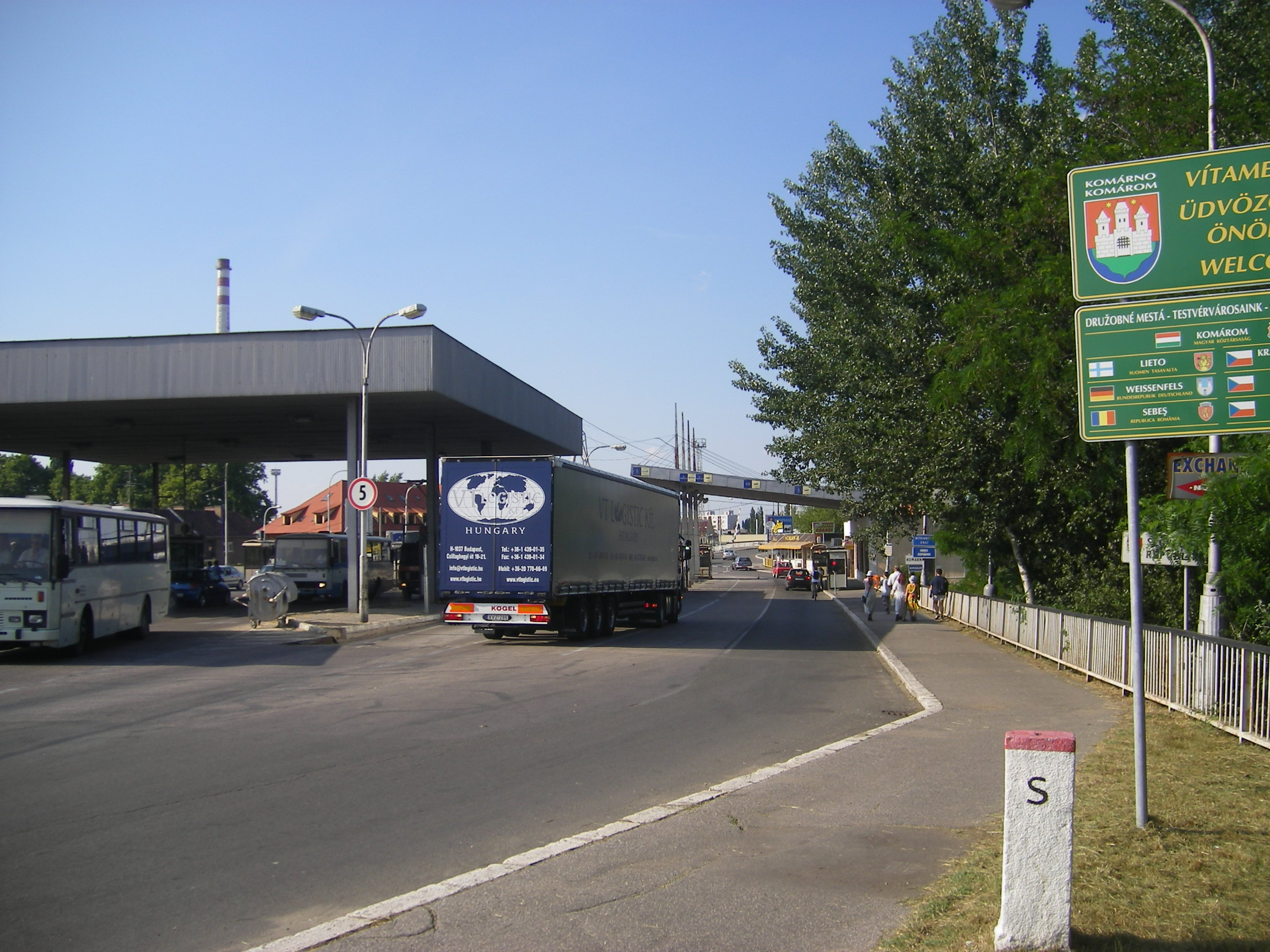
Grenzübergang über die Donau zwischen Komárom und Komarnó auf der Elisabethinsel

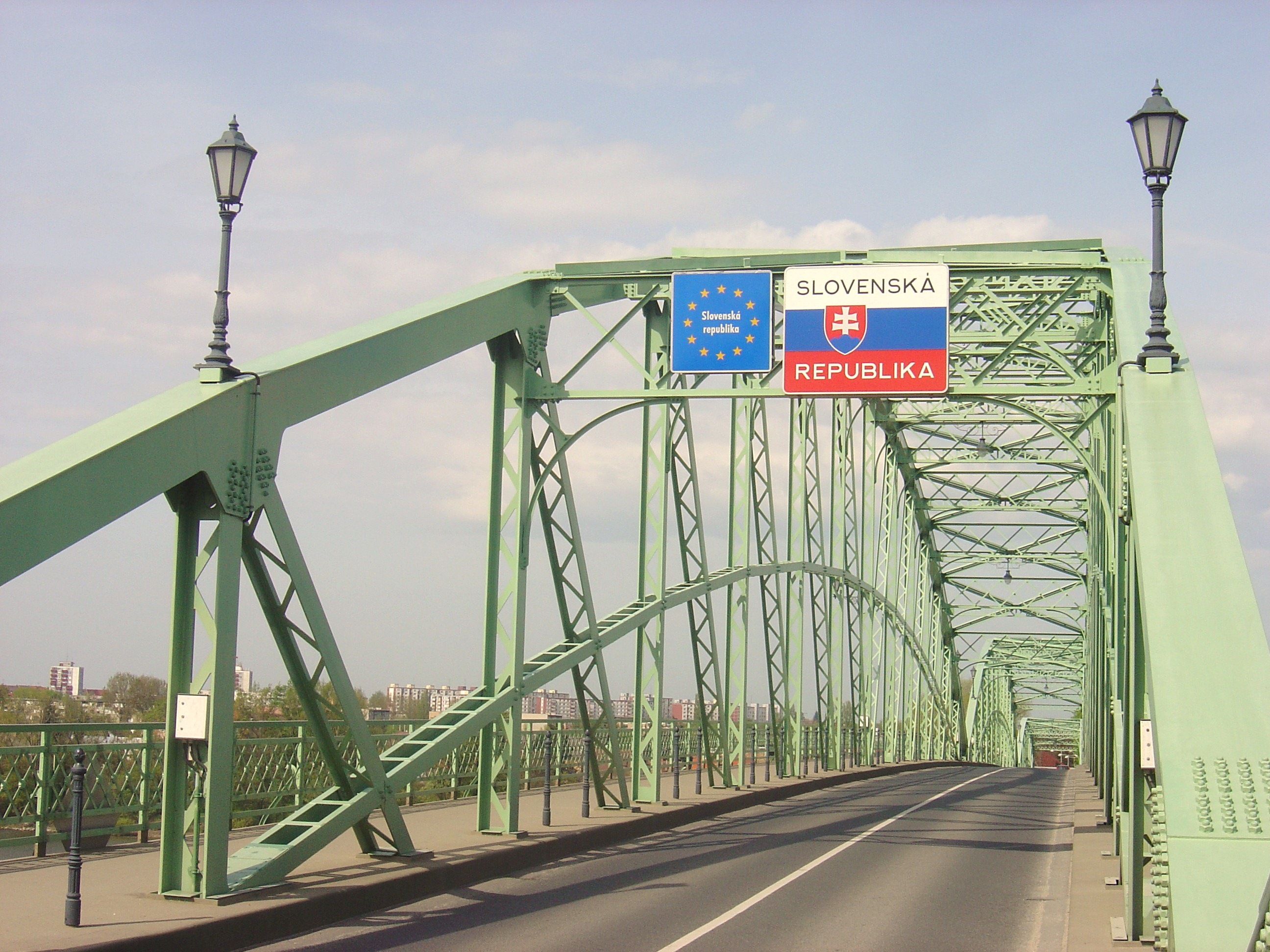
Grenze zwischen Štúrovo und Esztergom auf der Maria-Valeria-Brücke

* Die Grenzkontrollen wurden im Zuge der Schengen-Erweiterung zum 21. Dezember 2007 eingestellt

### Eisenbahnübergänge

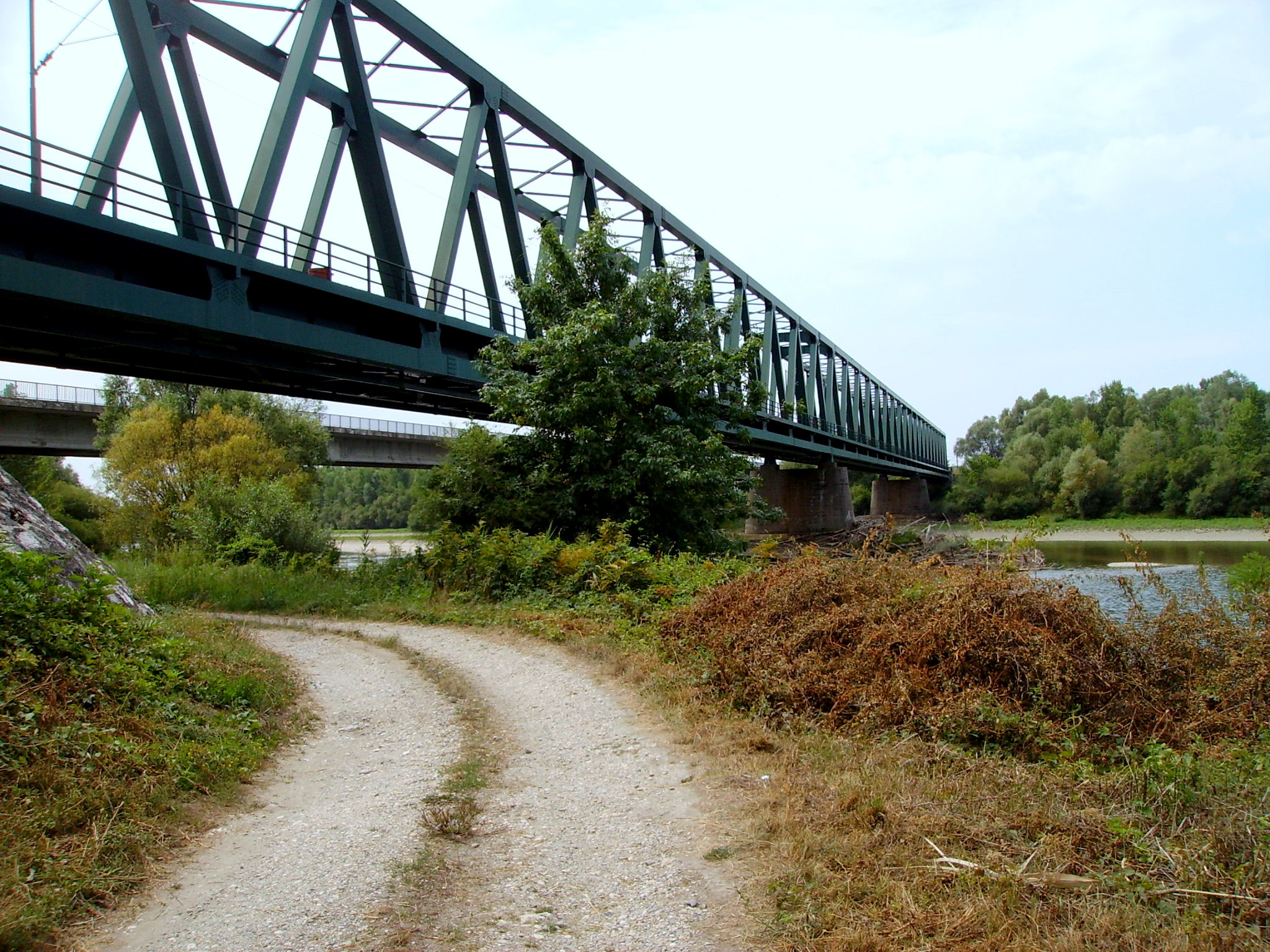
Eisenbahnbrücke bei Gyékényes von der ungarischen Seite aus gesehen

| letzte Station in Ungarn | erste Station in der Slowakei | eröffnet | aufgelassen | Bahnstrecke                        | Kilometer | Bemerkung                   |
| ------------------------ | ----------------------------- | -------- | ----------- | ---------------------------------- | --------- | --------------------------- |
| Rajka                    | Rusovce                       | 1891     | *           | Bahnstrecke Bratislava–Hegyeshalom | 23,35     |                             |
| Komárom                  | Komárno                       | 1910     | *           | nur Frachtverkehr, Donaubrücke     |           |                             |
| Szob                     | Šturovo                       | 1850     | *           | Bahnstrecke Bratislava–Budapest    | 203       |                             |
| Nagybörzsöny             | Pastovce                      | 1885     | 1918        |                                    |           | Schmalspurbahn              |
| Hont                     | Šahy                          | 1886     | 1945        |                                    |           |                             |
| Nógrádszakál             | Bušince                       | ?        | *           |                                    |           | nur Frachtverkehr           |
| Ipolytarnóc              | Kalonda                       | ?        | *           |                                    |           | nur Frachtverkehr           |
| Somoskőújfalu            | Fiľakovo                      | 1871     | *           |                                    |           | nur Frachtverkehr           |
| Bánréve                  | Lenartovce                    | 1873     | *           |                                    |           | nur Frachtverkehr           |
| Hidvégardó               | Turňa nad Bodvou              | 1890     | *           |                                    |           | kein Verkehr                |
| Hidasnémeti              | Kechnec                       | 1860     | *           |                                    |           |                             |
| Sátoraljaújhely          | Slovenské Nové Mesto          | 1872     | *           |                                    |           | nur Frachtverkehr           |
| Zemplénagárd             | Pribeník                      | ?        | ?           |                                    |           | Schmalspurbahn, aufgelassen |

### Sonstige Übergänge
| Grenzübergang | Ort in der Slowakei | Art des Überganges | bis | Bemerkung |
| ------------- | ------------------- | ------------------ | --- | --------- |
|               |                     | Donauschifffahrt   | *   |           |

* Die Grenzkontrollen wurden im Zuge der Schengen-Erweiterung zum 21. Dezember 2007 eingestellt

## Ukraine

Ukraine

### Straßen- und Wegübergänge
| Grenzübergang | Ort in der Ukraine | Art des Überganges                | bis | Bemerkung                                 |
| ------------- | ------------------ | --------------------------------- | --- | ----------------------------------------- |
| Záhony        | Tschop             | Vorlage:RSIGN/Wartung/Parameter 6 |     |                                           |
| Beregsurány   | Astej              | F41                               |     |                                           |
| Tiszabecs     | Wylok              | F491                              |     |                                           |
| Barabás       | Kosson             | Straße                            |     | 7–19 Uhr für Fußgänger, Zweiräder und Pkw |

### Eisenbahnübergänge
| letzte Station in Ungarn | erste Station in der Ukraine | eröffnet | aufgelassen | Bahnstrecke                    | Kilometer | Bemerkung                             |
| ------------------------ | ---------------------------- | -------- | ----------- | ------------------------------ | --------- | ------------------------------------- |
| Záhony                   | Tschop                       |          |             | Bahnstrecke Budapest–Uschhorod |           |                                       |
| Eperjeske                | Tschop                       | 1964     |             | Bahnstrecke Eperjeske-Tschop   | 43,68     | nur Frachtverkehr (1520 mm Breitspur) |

## Rumänien

Rumänien

### Straßen- und Wegübergänge
| Grenzübergang | Ort in Rumänien | Art des Überganges                    | bis | Bemerkung          |
| ------------- | --------------- | ------------------------------------- | --- | ------------------ |
| Csengersima   | Dorolț          | F49                                   |     |                    |
| Nyírábrány    | Valea lui Mihai | F48                                   |     | auch Bahn          |
| Nagykereki    | Borș II         | Vorlage:RSIGN/Wartung/Parameter 6     |     | Autobahn vorhanden |
| Ártánd        | Borș            | Vorlage:RSIGN/Wartung/EU-E-Einbindung |     |                    |
| Gyula         | Vărșand         | F44                                   |     |                    |
| Battonya      | Turnu           | 4455                                  |     |                    |
| Csanádpalota  | Nădlac II       | Vorlage:RSIGN/Wartung/Parameter 6     |     | Autobahn vorhanden |
| Nagylak       | Nădlac          | F43                                   |     |                    |
| Kiszombor     | Cenad           | F430                                  |     |                    |

### Eisenbahnübergänge
| letzte Station in Ungarn | erste Station in Rumänien | eröffnet | aufgelassen | Bahnstrecke                            | Kilometer | Bemerkung |
| ------------------------ | ------------------------- | -------- | ----------- | -------------------------------------- | --------- | --------- |
| Lőkösháza                | Curtici                   |          |             | Bahnstrecke Szolnok–Arad               | 646,81    |           |
| Biharkeresztes           | Episcopia Bihor           |          |             | Bahnstrecke Püspökladány–Oradea        | 659,723   |           |
| Nyírábrány               | Valea lui Mihai           |          |             | Bahnstrecke Debrecen–Sighetu Marmației | 039       |           |
| Ágerdőmajor              | Berveni                   |          |             | Bahnstrecke Mátészalka–Carei           |           |           |
| Kötegyán                 | Salonta                   |          |             | Békéscsaba-Gyula-Kötegyan-Salonta      |           |           |

## Serbien

Serbien

### Straßen- und Wegübergänge
| Grenzübergang | Ort in Serbien  | Art des Überganges                | seit | bis | Bemerkung                      |
| ------------- | --------------- | --------------------------------- | ---- | --- | ------------------------------ |
| Röszke        | Horgoš          | Vorlage:RSIGN/Wartung/Parameter 6 |      |     |                                |
| Tompa         | Kelebija        | E 660                             |      |     |                                |
| Hercegszántó  | Bački Breg      | F51                               |      |     |                                |
| Tiszasziget   | Đala            | Straße                            |      |     | Öffnungszeiten: 7–19 Uhr Mo–So |
| Bácsalmás     | Bajmok          | Straße                            |      |     | Öffnungszeiten: 7–19 Uhr Mo–So |
| Ásotthalom    | Bački Vinogradi | Straße                            |      |     | Öffnungszeiten: 7–19 Uhr Mo–So |
| Kübekháza     | Rabe            | Straße                            |      |     | Öffnungszeiten: 7–19 Uhr Mo–So |

### Eisenbahnübergänge
| letzte Station in Ungarn | erste Station in Serbien | eröffnet | aufgelassen | Bahnstrecke                        | Kilometer | Bemerkung |
| ------------------------ | ------------------------ | -------- | ----------- | ---------------------------------- | --------- | --- |
| Kelebia                  | Subotica                 |          |             | Bahnstrecke Budapest–Belgrad       |           | |
| Röszke                   | Horgoš                   |          | 2015        | Bahnstrecke Szeged–Röszke–Subotica | 44        | Im Zuge des Baus des Grenzzauns wurde der Schienenverkehr 2015 eingestellt. Die Bahnstrecke soll bis 2022 reaktiviert werden. |

### Sonstige Übergänge
| Grenzübergang | Ort in Serbien | Art des Überganges | bis | Bemerkung |
| ------------- | -------------- | ------------------ | --- | --------- |
|               |                | Donauschifffahrt   |     |           |

## Kroatien

Kroatien

### Straßen- und Wegübergänge
| Grenzübergang | Ort in Kroatien        | Art des Überganges                | seit | bis | Bemerkung |
| ------------- | ---------------------- | --------------------------------- | ---- | --- | --------- |
| Udvar         | Branjin Vrh            | Vorlage:RSIGN/Wartung/Parameter 6 |      |     |           |
| Beremend      | Baranjsko Petrovo Selo | Straße                            |      |     |           |
| Drávaszabolcs | Donji Miholjac         | F58                               |      |     |           |
| Barcs         | Terezino Polje         | F6                                |      |     |           |
| Berzence      | Gola                   | Straße                            |      |     |           |

### Eisenbahnübergänge
| letzte Station in Ungarn | erste Station in Kroatien | eröffnet | aufgelassen | Bahnstrecke                     | Kilometer | Bemerkung                                                              |
| ------------------------ | ------------------------- | -------- | ----------- | ------------------------------- | --------- | ---------------------------------------------------------------------- |
| Gyékényes                | Koprivnica                |          |             | Bahnstrecke Budapest-Zagreb     |           |                                                                        |
| Murakeresztúr            | Kotoriba                  |          |             | Bahnstrecke Nagykanizsa-Čakovec |           | nur Frachtverkehr                                                      |
| Magyarbóly               | Beli Manastir             |          |             | Bahnstrecke Pécs-Osijek         |           | Im Zuge des Baus des Grenzzauns wurde der Schienenverkehr eingestellt. |

### Sonstige Übergänge
| Grenzübergang | Ort in Kroatien | Art des Überganges | bis | Bemerkung |
| ------------- | --------------- | ------------------ | --- | --------- |
|               |                 | Donauschifffahrt   |     |           |

## Slowenien

Slowenien

### Straßen- und Wegübergänge
| Grenzübergang     | Ort in Slowenien | Art des Überganges | seit | bis | Bemerkung |
| ----------------- | ---------------- | ------------------ | ---- | --- | --------- |
| Tornyiszentmiklós | Pince            | M70                |      | *   |           |
| Rédics            | Dolga vas        | F86                |      | *   |           |
| Kotormány         | Hodoš            | Straße             |      | *   |           |

* Die Grenzkontrollen wurden im Zuge der Schengen-Erweiterung zum 21. Dezember 2007 eingestellt

### Eisenbahnübergänge
| letzte Station in Ungarn | erste Station in Slowenien | eröffnet             | aufgelassen | Bahnstrecke                             | Kilometer | Bemerkung |
| ------------------------ | -------------------------- | -------------------- | ----------- | --------------------------------------- | --------- | --------- |
| Bajánsenye               | Hodoš                      | 1906 2000 (umgebaut) |             | Bahnstrecke Boba-Zalaegerszeg-Pragersko |           |           |
| Rédics                   | Lendava                    |                      | 1945        | Zalaegerszeg-Rédics-Lendava-Čakovec     |           |           |

## Österreich

### Straßen- und Wegübergänge
| Grenzübergang                               | Ort in Österreich (alle im Burgenland)     | Art des Überganges | seit                   | bis | Bemerkung                           |
| ------------------------------------------- | ------------------------------------------ | ------------------ | ---------------------- | --- | ----------------------------------- |
| Straß-Sommerein / Hegyeshalom               | Nickelsdorf                                | –                  |                        | *   |                                     |
| Ungarisch-Altenburg / Mosonmagyaróvár       | Nickelsdorf                                | –                  |                        | *   |                                     |
| Sankt Johann / Mosonszentjános              | Andau                                      | Straße             |                        | *   |                                     |
| Fertőd                                      | Pamhagen                                   | Straße             |                        | *   |                                     |
| Kroisbach / Fertőrákos                      | Mörbisch                                   | Weg                |                        | *   | nur Fußgänger und Radfahrer         |
| Steinambrückl / Sopronkőhida                | St. Margrethen                             | Straße             | 2007                   | *   | nur Fußgänger, Radfahrer und Reiter |
| Grenzübergang Klingenbach/Sopron            | Klingenbach                                | –                  |                        | *   |                                     |
|                                             | Schattendorf                               | Straße             | 2007                   | *   | nur Fußgänger, Radfahrer und Reiter |
|                                             | Sieggraben                                 | Straße             | 2007                   | *   | nur Fußgänger, Radfahrer und Reiter |
|                                             | Rohrbach bei Mattersburg                   | Straße             | 2007                   | *   | nur Fußgänger, Radfahrer und Reiter |
| Kohlenhof / Kópháza                         | Deutschkreutz                              | Straße             |                        | *   |                                     |
| Kohlenhof / Kópháza                         | Deutschkreutz                              | Straße             | 2007                   | *   | nur Fußgänger, Radfahrer und Reiter |
|                                             | Ritzing                                    | Straße             | 2007                   | *   | nur Fußgänger, Radfahrer und Reiter |
|                                             | Neckenmarkt                                | Straße             | 2007                   | *   | nur Fußgänger, Radfahrer und Reiter |
| Tening / Zsira                              | Lutzmannsburg                              | Straße             |                        | *   | nur Fußgänger und Radfahrer         |
| Undten / Und                                | Nikitsch                                   | Straße             | 2007                   | *   | bis 3,5 t                           |
| Güns / Kőszeg                               | Mannersdorf an der Rabnitz                 | –                  |                        | *   | Ausbau zur in Planung               |
| Güns / Kőszeg                               | Rattersdorf                                | Straße             |                        | *   |                                     |
| Pöschendorf / Bozsok                        | Rechnitz                                   | Straße             | 1991                   | *   |                                     |
| Butsching / Bucsu                           | Schachendorf                               | Straße             | bis 1947 und seit 1976 | *   |                                     |
| Nahring / Narda                             | Schandorf                                  | Straße             | 2007                   | *   | nur Fußgänger, Radfahrer und Reiter |
| Kroatisch Schützen / Horvátlövő             | Deutsch-Schützen                           | Straße             | 2007                   | *   | nur bis 3,5 t                       |
| Pernau / Pornóapáti                         | Deutsch-Schützen                           | Straße             | 2007                   | *   |                                     |
| Pernau / Pornóapáti                         | Bildein                                    | Straße             | 2007                   | *   |                                     |
| Prostrum / Szentpéterfa                     | Eberau                                     | Straße             | 1991                   | *   |                                     |
| Allerheiligen an der Pinka / Pinkamindszent | Strem                                      | Straße             | 2004                   | *   |                                     |
| Ginisdorf / Nemesmedves                     | Reinersdorf                                | Straße             | 2007                   | *   | nur Fußgänger, Radfahrer und Reiter |
| Horvátlövő / Rönök                          | Inzenhof                                   | Straße             | 2007                   | *   | nur Fußgänger, Radfahrer und Reiter |
| St. Gotthard / Szentgotthárd                | Heiligenkreuz im Lafnitztal                | –                  |                        | *   |                                     |
| Szentgotthárd Ipari Park                    | Heiligenkreuz im Lafnitztal Industrie-Park | Straße             |                        | *   |                                     |
| Szentgotthárd                               | Mogersdorf                                 | Straße             | 2007                   | *   |                                     |
| Raab Fidisch / Rábafüzes                    | Heiligenkreuz im Lafnitztal                | – →                |                        | *   | Ausbau zur in Planung               |

* Die Grenzkontrollen wurden im Zuge der Schengen-Erweiterung zum 21. Dezember 2007 eingestellt und wurden während der Fußball-Europameisterschaft 2008 noch einmal reaktiviert.

### Eisenbahnübergänge
| letzte Station in Österreich | erste Station in Ungarn        | eröffnet          | aufgelassen     | Bahnstrecke                                                                   | Kilometer              | Bemerkung                           |
| ---------------------------- | ------------------------------ | ----------------- | --------------- | ----------------------------------------------------------------------------- | ---------------------- | ----------------------------------- |
| Bruck an der Leitha (NÖ)     | Parndorf / Pándorfalu          | 24. Dezember 1855 | 25. Jänner 1921 | ehem. Landesgrenze Österreich/Ungarn Österreichische Ostbahn                  | ~ 43,5                 |                                     |
| Nickelsdorf (B)              | Straß-Sommerein / Hegyeshalom  | 25. Jänner 1921   | *               | Österreichische Ostbahn                                                       | ÖBB 67,418 MAV 192,720 |                                     |
| St. Andrä am Zicksee (B)     | Neu Saida / Újszajdamajor      | 1928              | 1939            |                                                                               | ~ 13,7                 | Pferdeeisenbahn (600 mm Schmalspur) |
| Pamhagen (B)                 | Fertőujlak (Mexikópuszta)      | 25. Jänner 1921   | *               | Neusiedler Seebahn                                                            | ~ 64,2                 |                                     |
| Baumgarten (B)               | Ödenburg / Sopron              | 25. Jänner 1921   | *               | Raab-Ödenburg-Ebenfurther Eisenbahn                                           | ~ 89,7                 |                                     |
| Katzelsdorf (NÖ)             | Neudörfl / Lajtaszentmiklós    | 20. August 1847   | 25. Jänner 1921 | ehem. Landesgrenze Österreich/Ungarn Mattersburger Bahn                       | 3,573                  |                                     |
| Loipersbach-Schattendorf (B) | Agendorf / Ágfalva             | 25. Jänner 1921   | *               | Mattersburger Bahn                                                            | 25,434                 |                                     |
| Deutschkreutz (B)            | Harkau / Harka                 | 25. Jänner 1921   | *               | Burgenlandbahn (Österreich)                                                   | 6,602                  |                                     |
| Lutzmannsburg (B)            | Heils / Repcevis               | 25. Jänner 1921   | 14. Mai 1933    | Oberloisdorf – Wichs/Bük                                                      | ~ 13,5                 |                                     |
| Rattersdorf-Liebing (B)      | Güns / Kőszeg                  | 25. Jänner 1921   | 28. April 1969  | Burgenlandbahn (Österreich)                                                   | 53,1                   |                                     |
| Strem (B)                    | Pinkamindszent                 | 25. Jänner 1921   | 1945            | Güssinger Bahn                                                                | ~ 11,9                 |                                     |
| Hohenbrugg an der Raab (ST)  | Jennersdorf / Gyanafalva       | 1. September 1872 | 25. Jänner 1921 | Steirische Ostbahn / ehem. Landesgrenze Österreich/Ungarn Ungarische Westbahn | ~ 183,6                |                                     |
| Mogersdorf (B)               | Sankt Gotthard / Szentgotthárd | 25. Jänner 1921   | *               | Steirische Ostbahn / Ungarische Westbahn                                      | 170,454                |                                     |

* Die Grenzkontrollen wurden im Zuge der Schengen-Erweiterung zum 21. Dezember 2007 eingestellt und wurden während der Fußball-Europameisterschaft 2008 noch einmal reaktiviert.

### Sonstige Übergänge
| Grenzübergang          | Ort in Österreich | Art des Überganges | bis | Bemerkung         |
| ---------------------- | ----------------- | ------------------ | --- | ----------------- |
| Kroisbach / Fertőrákos | Mörbisch          | Schifffahrt        | *   | am Neusiedler See |

* Die Grenzkontrollen wurden im Zuge der Schengen-Erweiterung zum 21. Dezember 2007 eingestellt und wurden während der Fußball-Europameisterschaft 2008 noch einmal reaktiviert.